# Trybliographa semiclausa
Trybliographa semiclausa is een vliesvleugelig insect uit de familie van de Figitidae. De wetenschappelijke naam van de soort is voor het eerst geldig gepubliceerd in 1928 door Hedicke.